# OP9細胞
OP9細胞是一個分離自新生小鼠骨髓的細胞系，屬於間質細胞（stromal cell）或間充質（mesenchyme），已證明這些細胞屬於一類特殊的幹細胞。該細胞株存在巨噬細胞集落刺激因子（M-CSF）的基因缺陷。MCSF有支持髓系分化的作用，因此缺乏MCSF表達的OP9細胞可通過限制髓系發育來達到支持B細胞等淋系細胞發育的目的，但不能支持T細胞的體外分化。OP9細胞與胚胎幹細胞共同培養時，可以誘導胚胎幹細胞分化爲血細胞系的細胞。